# 気象兵器
気象兵器（きしょうへいき）とは人為的に気象を操作することにより敵対する国家や地域に損害を与えることを目的とした兵器の一種。環境改変技術のひとつでもある。1977年の環境改変兵器禁止条約においては、環境改変技術(Environmental Modification Techniques)と表現され、「自然の作用を意図的に操作することにより地球（生物相、岩石圏、水圏及び気圏を含む。）又は宇宙空間の構造、組成又は運動に変更を加える技術」と定義されている(本項目で後述）。

## 概要
人間に被害を与える気象現象を軍事目的で人為的に災害を発生させるものである。
ベトナム戦争におけるポパイ作戦(Operation Popeye)において人工降雨が軍事目的で使用された。英語版enを参照。

## 環境改変兵器禁止条約
1977年5月18日、軍縮NGOの「環境制御会議(Environmental Modification Convention)」において気象兵器を制限する環境改変兵器禁止条約(環境改変技術の軍事的使用その他の敵対的使用の禁止に関する条約；Convention on the Prohibition of Military or Any Other Hostile Use of Environmental Modification Techniques。略称はENMOD)がジュネーヴにおいて採択された。なお、東京大学の田中明彦教授は、「環境改変技術敵対的使用禁止条約」と訳しており、また中京大学の杉江 栄一は「環境破壊兵器」と訳している。
同条約では、環境改変技術を破壊や攻撃などの軍事目的による使用を禁止し、気象制御などの平和目的での使用に限定された。
同条約において環境改変技術とは、「自然の作用を意図的に操作することにより地球（生物相、岩石圏、水圏及び気圏を含む。）又は宇宙空間の構造、組成又は運動に変更を加える技術」をいう。
同条約に日本は1982年6月4日に国会承認をはたし、批准した。
同条約にはアメリカ合衆国も調印し、米国国防軍には1978年10月5日に適用された。

## アメリカ国防総省コーエン長官の発言
1997年4月28日にジョージア大学で開催された対テロリズム対策会議において、アメリカ国防総省長官ウィリアム・コーエンが、「幽霊(Ghosting, 背乗り）スパイ」や「ウソの脅威による恐怖」について、アメリカの作家であり未来学者であるアルビン・トフラーやウイルス兵器（生物兵器)に言及しながら、環境型テロリズム(eco-type of terrorism)や、電磁波によって意図的に惹き起こされる地震や火山活動などの自然災害、すなわち気象兵器について言及した。「特定の人種や民族を抹殺するため、一部の科学者が人種に特異的に作用する病原体を生み出そうとしている」と記している。。
アメリカ国防総省　国防長官ウィリアム・Ｓ・コーエン［1997年4月28日の発言］
なお、コーエン長官のこの発言は、諜報機関の活動を麻痺させるために気象兵器、地震兵器、生物兵器に関わるブラフが流されることに注意を払う必要があるという文脈で語られていることに留意が必要だ。
以下に、原文の英語（一部抜粋）を機械翻訳したものを掲げる。
「諜報機関内に二重スパイがいるのではないかという懸念が、連鎖反応を引き起こし、その特定の二重スパイを捜索することになり、数週間、数カ月、数年にわたり、諜報機関を麻痺させることさえある。同じことが、化学兵器や生物兵器を使用する恐れがあるという誤った脅しについても言える。
例えば、一部の国がエボラウイルスのようなものを構築しようとしているという報告がありますが、これは非常に危険な現象です。アルビン・トフラーは、特定の民族集団や人種を排除できるように特定の種類の病原体を考案しようとしている研究所の科学者について、これについて書いている。他の人たちはある種の工学、ある種の昆虫を設計して、特定の作物を破壊することができます。他の人々は、電磁波の使用によって遠隔地で地震や火山を襲う気候を変えることができるエコタイプのテロリズムでさえも従事している。
だから、他の国に恐怖を起こす方法を見つけている職場には、多くの独創的な考えがあります。それは本当のことです。それが私たちの努力を強化しなければならない理由です。そのため、これがとても重要です。」
とアメリカ国防総省国防長官ウィリアム・Ｓ・コーエンは1997年4月28日に発言している。

## 歴史
20世紀前半期に科学者のニコラ・テスラが、地震兵器のアイデアを公表している。

## 陰謀論での例
「陰謀論」においての主張には下記のような例もある。
- アラスカで行われている高周波活性オーロラ調査プログラム（HAARP）において気象兵器の研究が行われているというもの[9]。しかしながら、HAARPが天候を操作した証拠はなく、操作する能力もない[10]。

## 地震兵器
- 人工地震
  - レーザー（＝電磁波の一種。レーザーの元となる光子は、電荷を持っている粒子に「電磁気力」を伝えるゲージ粒子であり、ある範囲の振動数を持つ光子が、光として人々の目から観測されているもの）で地下水を加熱し、熱膨張させ、地殻に負荷をかける
  - 小型核爆弾の使用
    - 1992年以降、データの公表されないW71 (核弾頭)が使用されていると主張される
- 誘発地震
  - HAARPの利用
  - 地中に穴を掘り、活断層上で核爆弾を爆破する
  - プラズマ兵器の使用

人工地震で震災を引き起こすことや、兵器に利用することは技術的に不可能である。

## フィクション作品での描写例
- 『宇宙戦艦ヤマト』ではガミラス星本土決戦でガミラス側が気圧減圧器で低気圧を発生させ、ヤマトを濃硫酸の海に叩き落とす作戦を実施した。
- 『3001年終局への旅』ではモノリスが太陽光を遮断して人類を抹殺しようとするが反撃を受け失敗する。
- 映画『マトリックス』では人類が太陽光をエネルギー源としている機械に対抗するため、ナノマシンを空中に散布して太陽光を遮断したが逆に人類が電池にされてしまう設定になっている。
- 『琵琶湖要塞1997』(荒巻義雄)ではIBM軍が使用制限された核兵器に代わる戦略兵器として列島軍に地震兵器を、スミノフ軍に気象兵器を使用したがバタフライ効果により制御不能になり自国も異常気象に見舞われる事態になった。
- 『パタリロ!』(魔夜峰央)では犯罪組織タランテラが人工的に雹を降らせて世界の大都市の破壊を狙う「スターダスト計画」を目論み、MI6やマリネラ王国なども巻き込んだ闘争を繰り広げた。
- 『スプリガン』(たかしげ宙×皆川亮二)では空間を歪めて巨大レンズを作り出す「メギド・フレイム」、火山を制御する「炎蛇」、大気制御装置「ノアの箱舟」が登場する。
- 『新旭日の艦隊』(荒巻義雄×飯島裕輔)では海に構造物を浮かべて海流を変えることにより気象を変える気象兵器が登場する。
- 『轟拳ヤマト』(飯島裕輔)では巨大ロケットで地球の地軸を変え、人工的にポールシフトを起こさせようとした。
- 『ブルーシティー』(星野之宣)では核爆弾でオゾン層を破壊し、紫外線で地上の全生命を死滅させる人類自決指令「６・９(シックス・ナインズ)指令」が発動された。
- 『サイレン戦士』(ひおあきら)では惑星改造の一環として海水温を上げる処理が行われ、大雨により農作物が壊滅する事態となった。
- 『ジオストーム』では気象や気候をコントロールする人工衛星が暴走して気象兵器に成って世界の都市で気象と気候の変動をして世界中が大パニックする。